# Jochen Berthold
Jochen Berthold (12 de abril de 1936 - 31 de diciembre de 2020) fue un gráfico y diseñador de sellos postales alemán. Dibujó 125 sellos para la Deutsche Post de la RDA y nueve para la Oficina Federal.